# Catalina, duquesa de Lancaster
Catalina, duquesa de Lancaster (título original en inglés, Katherine) es una novela histórica publicada en el año 1954 por la autora estadounidense Anya Seton. Narra la historia de la relación amorosa, históricamente importante, que se produjo en el siglo XIV en Inglaterra entre Catalina de Roet-Swynford y Juan de Gante, duque de Lancaster, el tercer hijo superviviente del rey Eduardo III.
En 2003, Catalina, duquesa de Lancaster fue elegida la 95 en la encuesta de la BBC The Big Read de las novelas más apreciadas por los británicos. Es considerada generalmente como un ejemplo excelente de ficción histórica, y se ha editado con continuidad desde su primera publicación.

## Sinopsis
Catalina, duquesa de Lancaster cuenta la historia verdadera de Catalina de Roet, hija de un heraldo flamenco menor, más tarde nombrado caballero. Catalina no tenía buenas perspectivas, salvo que su hermana era camarera de la reina Felipa, esposa del rey Eduardo III, y prometida con Geoffrey Chaucer a principios del libro, que por entonces era un oficial menor de la corte. Gracias a esta conexión, Catalina conoce y se casa con Sir Hugh Swynford de Lincolnshire y tiene una hija, Blanquita (Blanchette en el original) y un hijo, Tomás (Thomas).

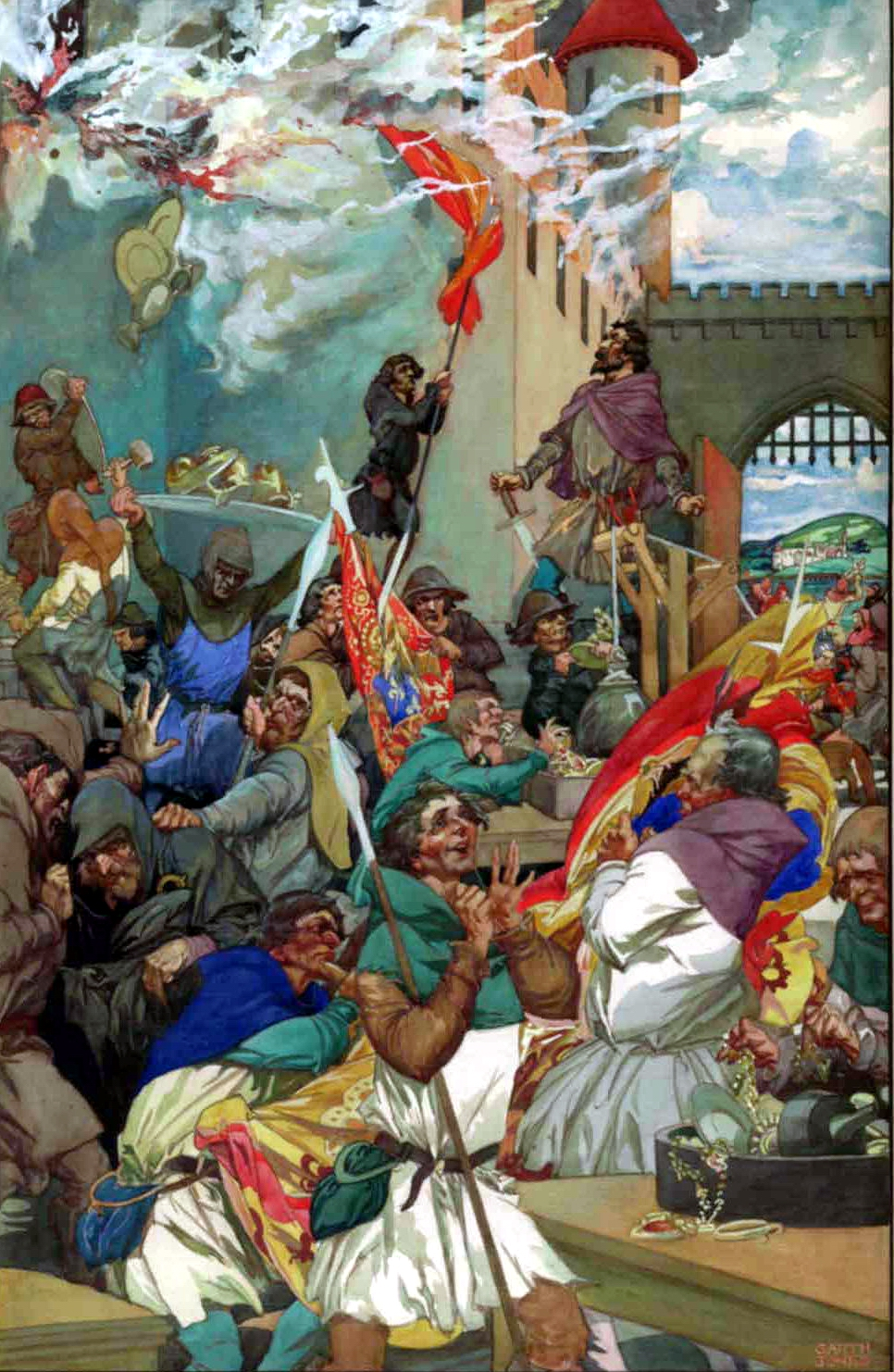
Los campesinos de Wat Tyler queman el palacio Savoy, A. D. 1381 (The Peasants (Wat Tyler) burn Palace of the Savoy. A.D. 1381), por Alfred Garth Jones, episodio narrado en la novela.

Tras la muerte de Hugh, Catalina se convierte en la amante de Juan de Gante, duque de Lancaster, y tienen cuatro hijos fuera del matrimonio, a los que se apellida «Beaufort» por una de las posesiones del duque. También se le nombra institutriz oficial de las dos hijas del duque, nacidas de su primer matrimonio con Blanca de Lancaster, y ayuda a criar al hijo que tuvo con Blanca, el futuro rey Enrique IV. El duque y Catalina se separarán durante una serie de años, justo después de la revuelta de los campesinos dirigida por Wat Tyler en 1381, cuando los campesinos rebeldes saquean y queman el palacio de Saboya del duque. La explicación que se da en la novela de su separación es ella conmoción de Catalina por una revelación relacionada con la muerte de su esposo. No obstante, la pareja acabará reconciliándose y se casarán después de la muerte de la segunda esposa del duque. Los Beaufort, para entonces ya crecidos, son legitimados por decretos reales y papales, tras el matrimonio de Catalina y el duque, pero su medio hermano Enrique inserta una cláusula un poco tiempo después apartándolos específicamente de la línea sucesoria al trono.

## Recepción
Catalina, duquesa de Lancaster está considerada la obra más conocida de Seton así como la representación más conocida de la propia Catalina. En 2003, Catalina, duquesa de Lancaster alcanzó el puesto 95 en la encuesta de la BBC The Big Read de las novelas más apreciadas por los británicos. Está considerada en gfeneral como un ejemplo excelente de ficción histórica y romántica, y Vanora Bennett de The Independent señaló en el año 2010 que «estableció el estándar de comparación en romance altomedieval, y pocas obras se han igualado a ella desde entonces»" Ha estado editándose con continuidad desde su primera publicación.
En 2006, Margaret Moser de la Austin Chronicle describió la novela como «un ejemplo glorioso de romance en el sentido literario más clásico: estimulante, exuberante, y rica con los tonos joya de la Inglaterra del siglo XIV». Nick Rennison cree que la novela ha conservado su popularidad «debido a la habilidad con la que [Seton] evoca el mundo al que entra la heroína y debido a que la propia Catalina sigue siendo un personaje poderoso».

### Crítica
Como novela romántica histórica, Catalina, duquesa de Lancaster está considerada bien escrita y con una cuidadosa investigación previa, considerando que Seton no era historiadora ni paleógrafa y estaba trabajaba en la década de los cincuenta, cuando estaba disponible menos información. Se separa bastante poco de la historia conocida, aunque dado que la documentación paleográfica de la vida de catalina es limitada, contiene un cierto e inevitable grado de conjetura. Aunque obras académicas posteriores sobre Catalina, incluyendo los de las historiadoras Alison Weir y Jeanette Lucraft, dejan claro que varias especulaciones de Seton eran en parte, y a veces significativamente, incorrectas, la novela proporciona al lector un punto de vista razonablemente preciso de la Inglaterra medieval, la vida en la corte, y la vida de la mujer del siglo XIV, junto con percepciones inteligentes y muy sensibles de Chaucer, el cuñado de Catalina.
Además, Catalina, duquesa de Lancaster es uno de los pocos textos de ficción que incluyen escrituras de la beata Juliana de Norwich, un personaje de la novela, quien está considerada como una de las grandes místicas de Inglaterra y cuyas Revelaciones de amor divino fue el primer libro escrito en inglés por una mujer. Catalina, duquesa de Lancaster está también considerado uno de los mejores ejemplos de una historia de amor auténtica narrada en ficción histórica. En una encuesta que se llevó a cabo en la década de los noventa por Ladies' Home Journal, la novela apareció entre las diez mejores historias de amor de todos los tiempos.
Catalina, duquesa de Lancaster inspiró a Weir para convertirse en autora de ficción histórica, y la novela también inspiraría más adelante su propio ensayo, Katherine Swynford: The Story of John of Gaunt and his Scandalous Duchess (2008) (título en los EE. UU., Mistress of the Monarchy, The Life of Katherine Swynford, Duchess of Lancaster). Examina la novela de Seton en términos historiográficos y, mientras alaba que en general es correcta históricamente, lo categoriza principalmente como un romance feminista.

## Otras ediciones
Philippa Gregory escribió un prefacio publicado en la edición del año 2004.
En el año 2004 se lanzó un audiolibro, narrado por Wanda McCaddon.
En España la ha publicado Libros de Seda, S.L. en 2019, con traducción de Jaime Valero, ISBN 9788416973637.

### Obras citadas
- Nick Rennison, ed. (2009). 100 Must-read Historical Novels. London: A & C Black Publishers Limited. ISBN 978-1-408-11396-7.
- Weir, Alison (2007). Mistress of the Monarchy: The Life of Katherine Swynford, Duchess of Lancaster. New York: Ballantine Books.
- Esta obra contiene una traducción  derivada de «Katherine (Seton novel)» de Wikipedia en inglés, publicada por sus editores bajo la Licencia de documentación libre de GNU y la Licencia Creative Commons Atribución-CompartirIgual 4.0 Internacional.

- Datos: Q6376282